# Nicola Perrotti
Nicola Perrotti (Penne, 22 dicembre 1897 – Roma, 7 settembre 1970) è stato uno psicoanalista e politico italiano.
Uno dei pionieri della psicoanalisi in Italia, dal 1945 contribuì a diffondere nella cultura italiana le teorie freudiane e l'interesse per la psicopatologia quotidiana. Autorità riconosciuta in Italia e all'estero per il suo contributo alle teorie psicoanalitiche, si affermò come uno degli intellettuali più originali del secondo dopoguerra.
Attivo in politica già dagli anni 1920, militò nel Partito Socialista Italiano, venendo arrestato e a lungo sorvegliato durante la dittatura fascista. Fu uno degli artefici della ricostituzione in clandestinità del PSI dal 1941 e venne nominato deputato della Consulta nazionale. Sotto i primi cinque governi di Alcide De Gasperi fu Alto commissario per l'igiene e la sanità pubblica, venendo poi eletto deputato della Repubblica nel 1948.

## Biografia

### Pioniere della psicoanalisi
Studente di medicina all'Università di Roma, partecipa alla prima guerra mondiale nella Compagnia di Sanità. Nel 1924 si sposa con Irma Merloni, (figlia del deputato socialista Giovanni Merloni, nel 1936 condannato dal Tribunale Speciale), dalla quale avrà tre figli, Massimo, Paolo e Daisy. Alla fine degli anni Venti, si avvicina alla psicoanalisi e nel 1932, assieme ad Edoardo Weiss, Emilio Servadio e Cesare Musatti è tra i fondatori della Società psicoanalitica italiana. È tra i promotori del Saggiatore, una delle riviste giovanili nate fuori dal partito fascista e dalle sue organizzazioni e che si caratterizza per il desiderio di uscire dai cliché, per l'impegno nella diffusione della psicoanalisi. Resterà famosa e segnò un momento importante nella storia della psicoanalisi in Italia la vivace polemica ingaggiata sul Saggiatore con uno dei campioni dell'idealismo, Guido De Ruggiero.
Nel 1932 un suo saggio sulla "Suggestione"  gli vale l'elogio di Sigmund Freud, che in una lettera a Weiss scrive: «il Suo collaboratore Perrotti promette di diventare un elemento di sicuro valore». Un nuovo apprezzamento da parte del fondatore della psicoanalisi, lo merita per un saggio sulla rigofobia un disturbo intuìto e poi definito sulla base dell'osservazione della gente d'Abruzzo.
La crescente avversione, oltreché della cultura idealista, anche da parte del fascismo, della Chiesa e delle élite accademiche, resero sempre più eretiche le teorie psicoanalitiche, portando alla soppressione, nel 1934, della Rivista italiana di Psicoanalisi (della quale Perrotti era uno dei quattro redattori) e nel 1938 della Società psicoanalitica. Unico medico tra i fondatori della Spi, durante il fascismo Perrotti svolge prevalentemente l'attività di internista e come tale è apprezzato dal maggior clinico di quegli anni, il professor Cesare Frugoni, che considerava Perrotti, uno dei migliori medici di Roma degli anni Quaranta.

### La militanza politica
Dal 1919 fino alla morte, nel 1970, è stato iscritto e (per un breve periodo) dirigente del Partito socialista italiano. Nel 1921, a 23 anni, viene eletto sindaco di Penne. Nel 1922 aderisce al Partito Socialista Unitario, il partito di Turati e Matteotti e nel 1924 è candidato alle elezioni politiche. Nel 1925, prima dello scioglimento dei partiti, viene sottoposto al regime di sorveglianza ed inserito nell'elenco dei «sovversivi». Il primo rapporto della polizia fascista deve rilevare che Perrotti - pur coltivando con «fervore» le sue «teorie socialiste» - «nella professione è bene accreditato perché ritenuto studioso, equo nei compensi che richiede», «di buona moralità, generoso con le classi umili e con i poveri, cui presta gratuitamente la sua opera professionale».
Il primo novembre del 1926 viene arrestato, per non aver esposto dalla sua casa di Penne la bandiera in segno di giubilo per lo scampato attentato a Mussolini, dopo che nei mesi precedenti aveva subito un pestaggio e la somministrazione dell'olio di ricino, per essere rimasto seduto nel teatro di Penne - unico, assieme alla moglie Irma - durante le note di un inno fascista. È sorvegliato dalla polizia fascista dal dicembre 1925 al gennaio 1933. A partire dal 1942 è tra gli artefici della ricostruzione in clandestinità del Psi.
Assieme a Giuseppe Romita e Olindo Vernocchi promuove il nucleo romano che contribuirà a ricostituire il Partito Socialista Italiano di Unità Proletaria. Le riunioni clandestine, alle quali partecipano tra gli altri Pietro Nenni e Sandro Pertini, si svolgono presso l'abitazione di Perrotti in Corso Trieste 146, dove gli incontri erano più frequenti, anche perché, come ha raccontato Giuliano Vassalli, potevano essere coperti dalla sua funzione di medico e dalla vera o apparente veste di pazienti dei dirigenti clandestini socialisti. Nel 1944 è nominato nella direzione del Psiup, della quale farà parte quasi ininterrottamente sino al 1949.
Nel 1945 membro della Consulta nazionale, lo stesso anno, su nomina di Ferruccio Parri, diventa vice Alto commissario alla Salute e Igiene pubblica e nel 1947 ne assume la guida, nel governo De Gasperi. Incarico paragonabile a quella di ministro, dal quale si dimetterà per candidarsi alle elezioni del 1948 nel collegio abruzzese, dove risulterà eletto col Fronte Democratico Popolare con 28.651 preferenze. All'interno del partito, pur essendo medico personale di Nenni e senza mai sposare le posizioni di Saragat, sostiene una linea di autonomia dal Pci. In particolare nel congresso del Psiup di Firenze del 1946, Perrotti interviene contro l'ipotesi di partito unico della sinistra, con argomentazioni che diventeranno moneta corrente qualche decennio più tardi: «Io sono convinto che questa idea della fusione, questa idea fissa dei nostri rapporti col partito comunista sia diventata una idea ossessiva», «che paralizza la nostra azione», anche perché «la sfiducia iniziale del nostro partito si è tradotta in un vero e proprio complesso di inferiorità nei confronti del Pci». Nel 1950 Perrotti, assieme ad altri nove parlamentari del Psi, è scelto per partecipare ad un viaggio in Unione Sovietica, ma in extremis viene sostituito poiché si rifiuta (con altri quattro, tra cui Giancarlo Matteotti, figlio del martire socialista) di firmare un impegno scritto a non criticare l'Urss al ritorno in Italia.

### Maestro di psicoanalisi
Nel 1946 partecipa alla rifondazione della Società psicoanalitica italiana e al primo congresso, nel 1947, ne diventa il presidente come segno di riconoscimento di un primato da parte degli altri analisti, in assenza di Edoardo Weiss, emigrato negli Stati Uniti. Non senza difficoltà dato il contesto culturale ed economico, nel 1948 fonda Psiche, «rivista internazionale di psicoanalisi e delle scienze dell’uomo», edita da Astrolabio, che oltre, a sprovincializzare l'ambiente freudiano italiano, rivelerà un interesse particolare, ai tempi innovativo, per la psicopatologia della vita quotidiana. Sono anni nei quali la psicoanalisi si confronta con quella che Perrotti definisce «l'aria di superiorità» dei «sapienti», subendo l'ostracismo, degli ambienti accademici ufficiali, di quelli ecclesiastici, ma anche della sinistra ufficiale, egemonizzata dal Pci, influenzato dall'ostilità verso la psicoanalisi dell'Urss staliniana.
Nel 1952 fonda l'Istituto di Psicoanalisi di Roma, dove si formò una importante scuola di analisti e fu anche uno dei centri nei quali promosse scambi con gli altri leader della psicoanalisi internazionale, da Winnicott a Lacan, da Bouvet a Spitz, da Balint a Nacht. Tra i contributi teorici più significativi di Perrotti, il saggio di portata storica sulla depersonalizzazione. Più in generale, nella sua concezione dell'analisi psicoanalitica, il traguardo è non tanto la fuggevole "normalità" psichica quanto la pienezza di funzioni, che si raggiunge attraverso l'esperienza vissuta dei conflitti, e una coscienza che è sinonimo di libertà. Una concezione dell'individuo, della vita e della psicoanalisi rispecchiata in una frase riferita da un suo allievo, lo psicoanalista Giancarlo Petacchi: «Non importa quanta luce si emette, l'importante è brillare di luce propria, non di luce riflessa».
Dotato di un proverbiale «senso clinico», analista di pazienti noti e meno noti, restati tutti anonimi secondo l'etica freudiana. Tutti, tranne uno: lo scrittore Giuseppe Berto. Perrotti fu l'"ispiratore" del romanzo Il male oscuro, significativo caso letterario: nel 1964 vinse nella stessa settimana il premio Campiello e il premio Viareggio.
Morì il 7 settembre 1970 a Roma e venne sepolto nel suo paese, Penne, dove era costantemente tornato e dove - come ha ricordato Giuliano Vassalli, commemorando Perrotti all'Università La Sapienza - «la sua figura era diventata quasi leggendaria», per la «generosità», «per il modo in cui elargiva consigli» e «medicinali in suo possesso» ai più bisognosi, in un'epoca nella quale non esisteva il servizio sanitario nazionale e per come «si prodigava nel recarsi nei luoghi più lontani», <tanto che qualche contadino era giunto a chiamarlo "San Nicola">.